# Antoine Séry
Antoine Séry était un professeur d'éducation physique de l'île de La Réunion, aujourd'hui un département d'outre-mer français dans le sud-ouest de l'océan Indien. 
Seul enseignant de cette discipline au lycée Leconte-de-Lisle de Saint-Denis entre 1923 et 1951, soit à une époque où il n'existait pas d'autre lycée dans l'île, ce gymnaste de valeur participa activement au développement du sport à La Réunion en marquant une génération d'élèves. Son nom a ensuite été donné à un stade de la ville, le stade Antoine-Séry du quartier de Champ-Fleuri.